# Heinrich Waßmuth
Heinrich Lorenz Waßmuth (auch Wahsmuth oder Wasmuth, * 3. September 1870 in Wien-Gumpendorf; † 14. Juli 1959) war ein österreichischer Maler.

## Leben und Wirken

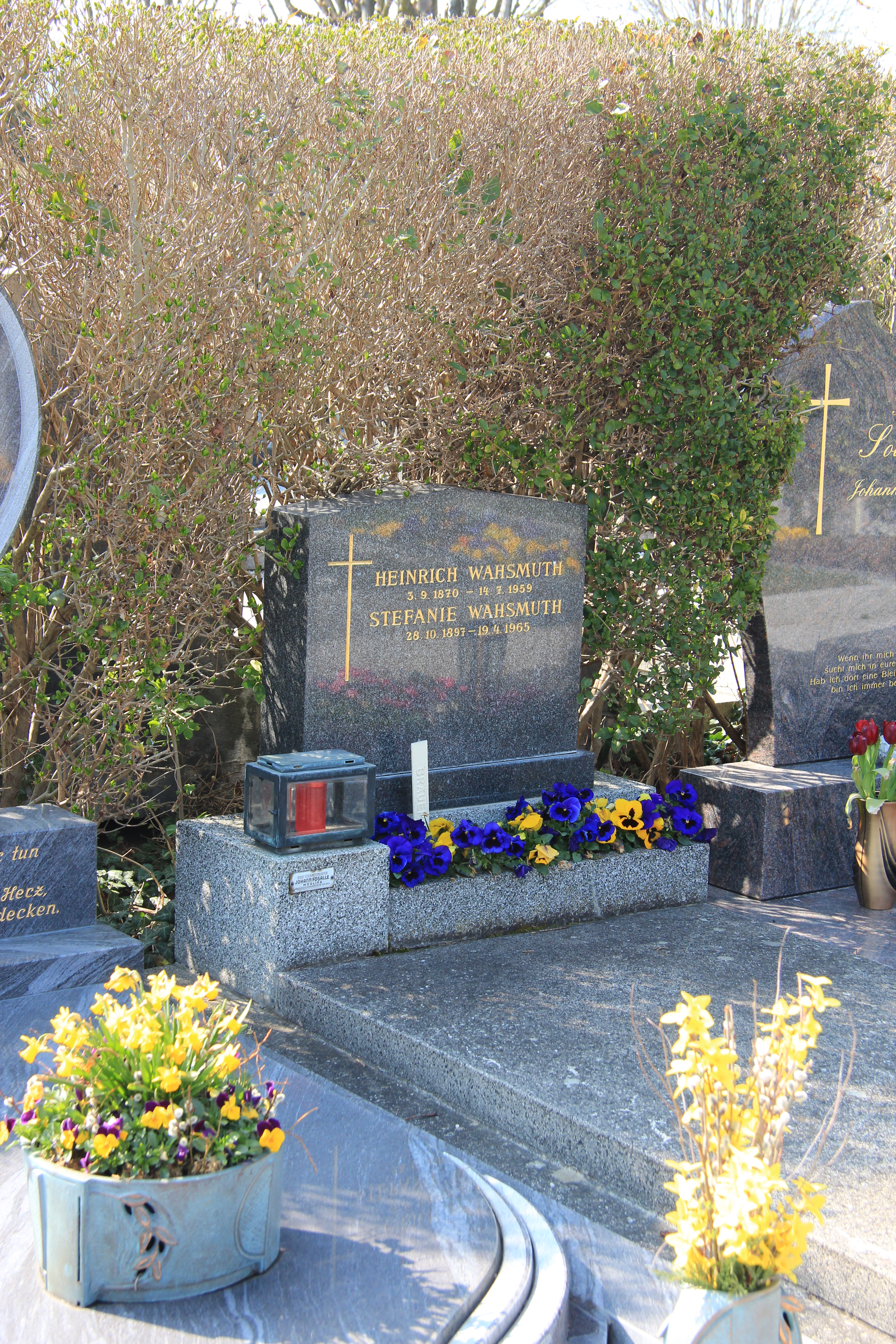
Grabmal am Perchtoldsdorfer Friedhof

Heinrich Waßmuth, der Sohn eines Graveurs und Ziseleurs,
besuchte die Staatsakademie der bildenden Künste. Nachdem er zuerst im Foto- und Maleratelier Pitzner tätig gewesen war, machte er sich selbständig und machte sich als Porträt- und Landschaftsmaler einen Namen.
Von 1905 an lebte er in Perchtoldsdorf. Von dieser Gemeinde erhielt er den Auftrag, Kaiser Franz Joseph zu malen, wofür der Kaiser sogar Modell saß. Das Bild diente ursprünglich für die Volksschule Roseggergasse. Es hängt heute in der Hofburg in Wien.
Ab dem Jahr 1916 wirkte Waßmuth zwei Jahre am Hofatelier in Hamburg, wo er beispielsweise Porträts des deutschen Kaisers Wilhelm oder Paul von Hindenburgs malte.
Als er nach dem Ersten Weltkrieg in seine Heimat zurückkehrte, hatte er in Wien bald wieder einen großen Kundenkreis wie Leo Slezak oder Anna Sacher. In Perchtoldsdorf selbst, aber auch in der Nachbargemeinde Brunn am Gebirge, malte er zahlreiche Porträts von Weinhauern, auch einigen Bürgermeistern (Ferdinand Gussenbauer, Rudolf Janko oder Franz Kamtner). Der Perchtoldsdorfer Marktplatz mit der Burg Perchtoldsdorf war eines seiner Lieblingsmotive.
Im Jahr 1932 übersiedelte er zwar nach Hietzing, kam aber trotzdem sehr oft mit dem Fahrrad nach Perchtoldsdorf.
Im Jahr 1949 entstand eine Waßmuthrunde, die sich regelmäßig am Sonntag Vormittag beim Heurigen trifft. Diese Freundschaften bestehen bis heute, obwohl Waßmuth selbst 1959 starb, und pflegen ihre Geselligkeit und Freundschaft.
Das Ehrenmitglied des Weinbauvereins erhielt auch von der Gemeinde Perchtoldsdorf ein Ehrengrab.

## Würdigung
Sowohl in seiner Heimatgemeinde als auch in der Nachbargemeinde Brunn am Gebirge wurden Straßen nach ihm benannt.
Im Jahr 2004 wurde von der Waßmuthrunde in Perchtoldsdorf eine Ausstellung, mit vielen Bildern von Weinhauern, die großteils in Privatbesitz von Perchtoldsdorfern ist, zusammengestellt.